# Juan Héctor Guidi

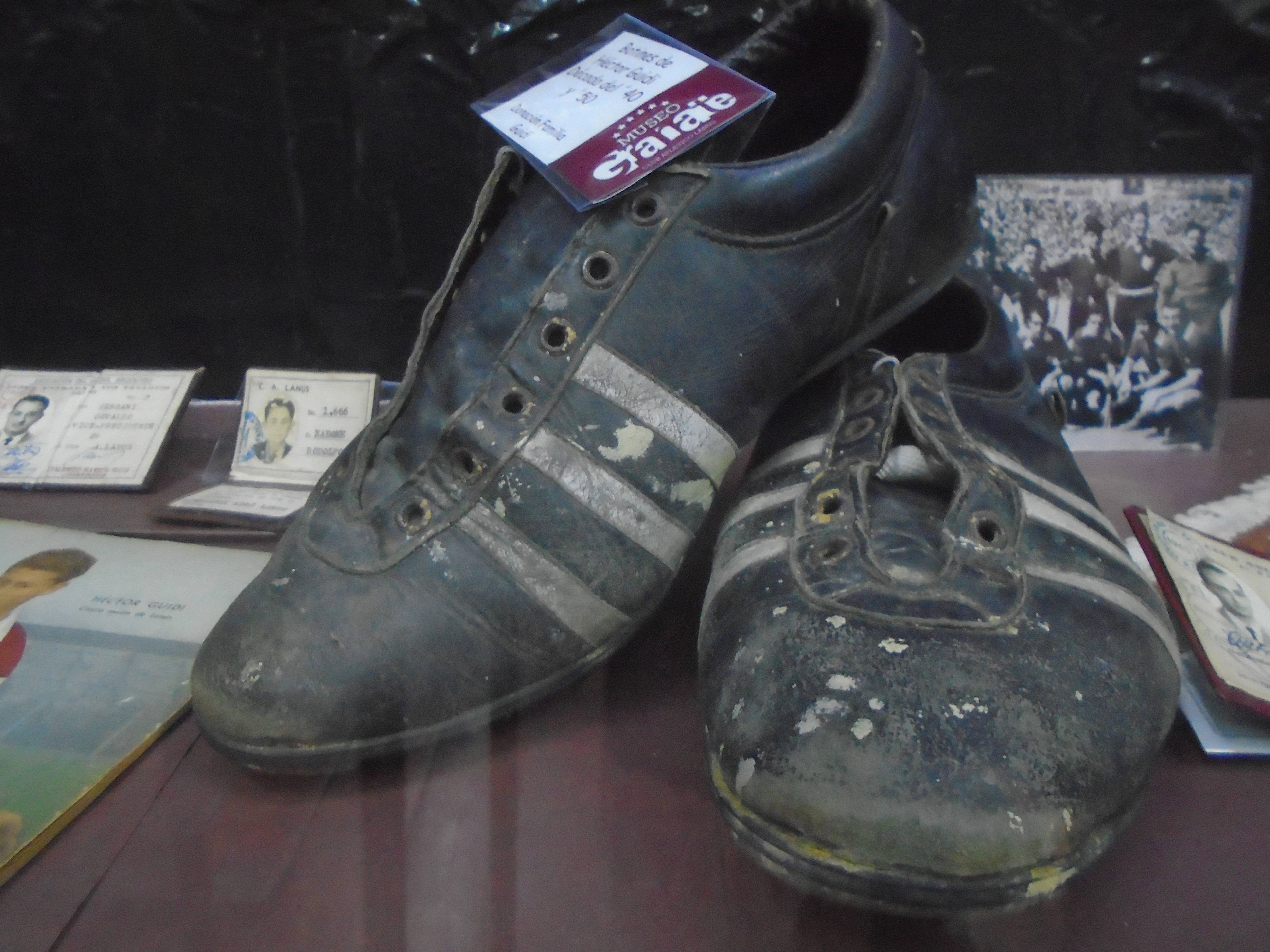
Botines de Juan Héctor Guidi, donados por su viuda al Museo Granate, del Club Atlético Lanús.

Juan Héctor Guidi (Avellaneda, Argentina, 11 de julio de 1930 - Buenos Aires, 8 de febrero de 1973) fue un futbolista argentino, considerado una de las figuras históricas del Club Atlético Lanús. Fue integrante del equipo Granate Campeón en 1955 y Subcampeón en 1956 Apodado "Los Globetrotters" considerado como uno de los mejores equipos de la historia del fútbol argentino. 
En Lanús es el 4.º jugador con más partidos en la historia del club con 336 y marcó 9 goles. 

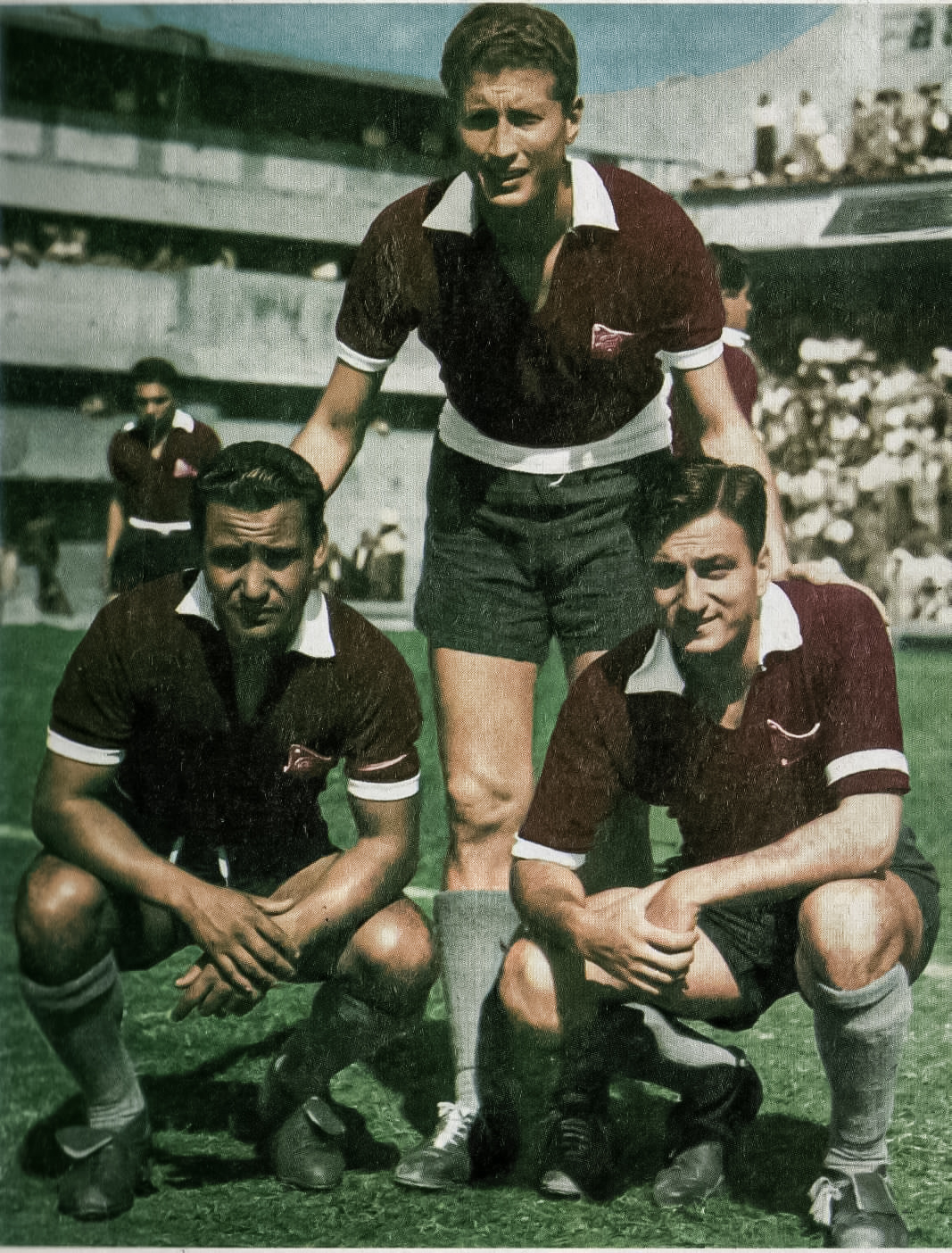
Héctor Guidi junto a sus socios; Nicolás Daponte y José Nazionale en 1956.

Junto a Nicolás Daponte y José Nazionale fue integrante de la linea media del equipo de Lanús denominado como «Los Globetrotters », que conquistó el primer título del granate Copa Juan Domingo Perón 1955, y el subcampeonato de Primera División 1956. Este mediocampo es muy recordado en el fútbol argentino y especialmente en el Granate por su fútbol vistoso, visión de juego y conexión entre ellos, juntos formaron una unidad sólida que dejó una marca en la historia del Club Lanús durante la década del 50. 
También fue parte del equipo de «Los Albañiles» jugando ya sus últimos años, siendo el capitán y máximo referente del equipo en 1965 y 1966.

## Trayectoria
Empezó su carrera deportiva en el Club Unidos de Piñeiro de Avellaneda. Un amigo lo llevó a probarse a Racing Club sin éxito. Luego lo hizo en Lanús y fue así como en 1949 pasó a formar parte de este club, erigiéndose luego como uno de los emblemas históricos de la institución.  
En 1955 fue Campeón en la Copa Juan Domingo Perón tras vencer a Racing Club, Club Atlético Tigre y en la Final a Club Estudiantes de La Plata.  

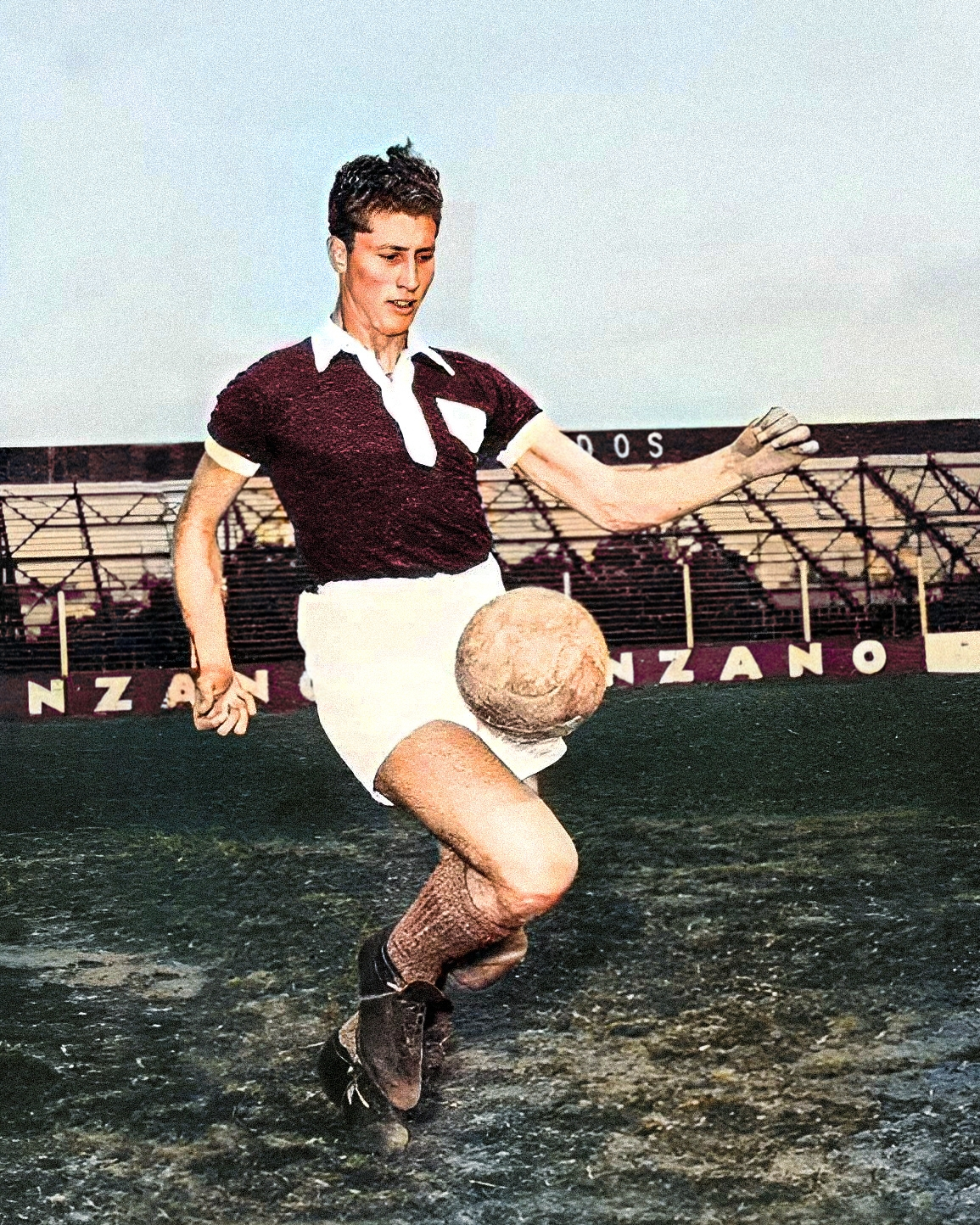
Héctor Guidi (1953)

Formó parte del equipo subcampeón de 1956 apodado Los Globetrotters. Fue además integrante de la Selección Nacional que ganó la Copa América de 1957 en Perú y fue subcampeona en la edición de 1959 en Ecuador. Tuvo un breve paso por Independiente en 1962, después regresó a Lanús para ayudar al equipo a volver a Primera División en 1964. Se retiró en 1966 vistiendo la casaca granate. 
El Nene Guidi ocupaba el puesto de mediocampista central (por entonces centrohalf o centrojás). Era un jugador con exquisita técnica y excelente visión de juego. A lo largo de su carrera en Lanús compartió el mediocampo con otros dos históricos del club, Nicolás Daponte y José Nazionale. Falleció el 8 de febrero de 1973 a la edad de 42 años, y es recordado como uno de los máximos ídolos en la historia del Club Lanús. Una de las calles adyacentes al estadio granate lleva su nombre como homenaje.

## Identificación con Lanús

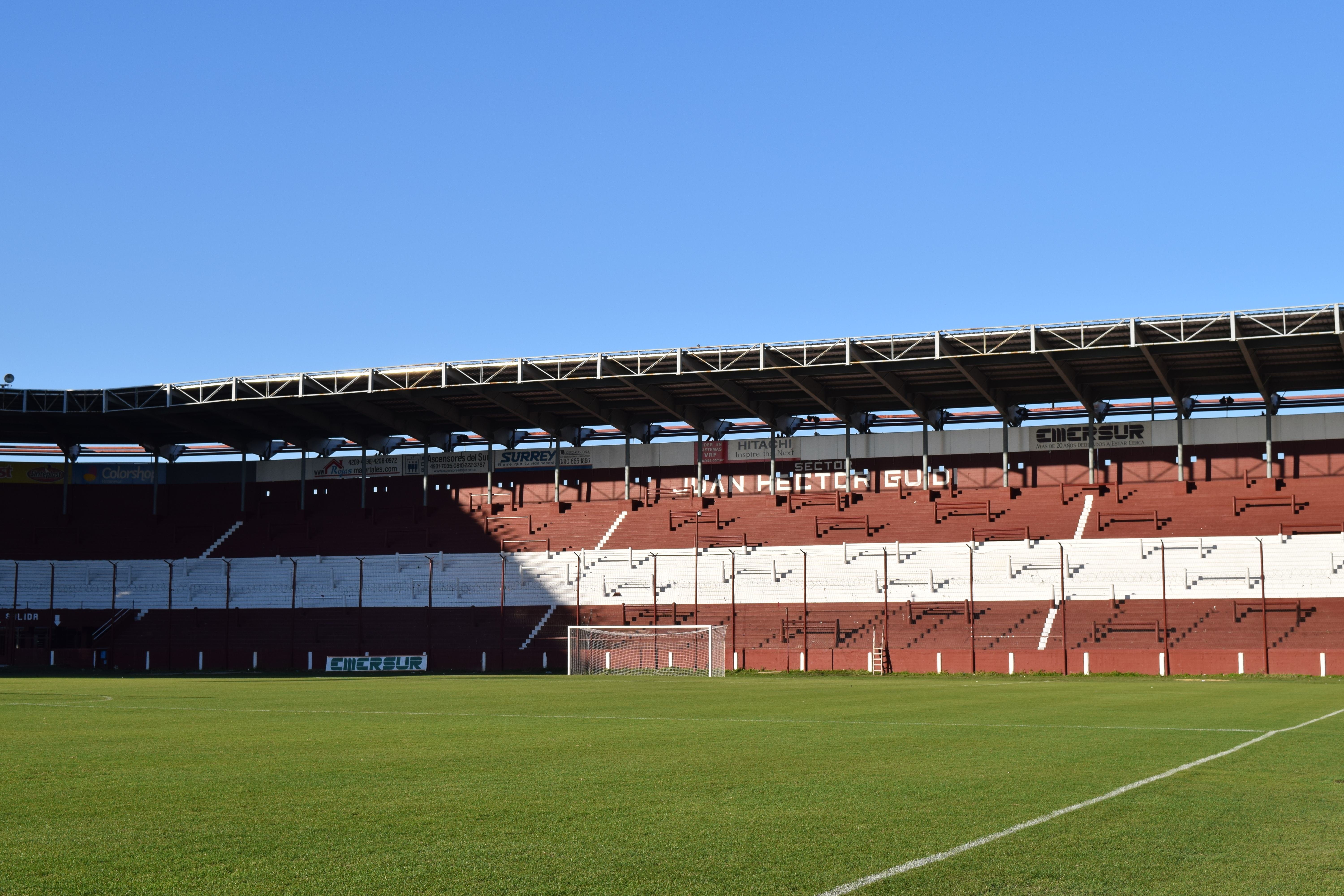
Tribuna Popular bautizada en 1973 como "Juan Héctor Guidi"

Guidi es un emblema y símbolo del Club Atlético Lanús, donde surgió de las inferiores y siendo además simpatizante del club. Sus mejores años de carrera se los brindó al Granate, donde jugo 16 temporadas, disputando 336 partidos y siendo campeón en 1955 y subcampeón en 1956. Además de rechazar ofrecimientos de todo el fútbol argentino y fútbol del exterior, siempre eligiendo a Lanús por encima de todo.

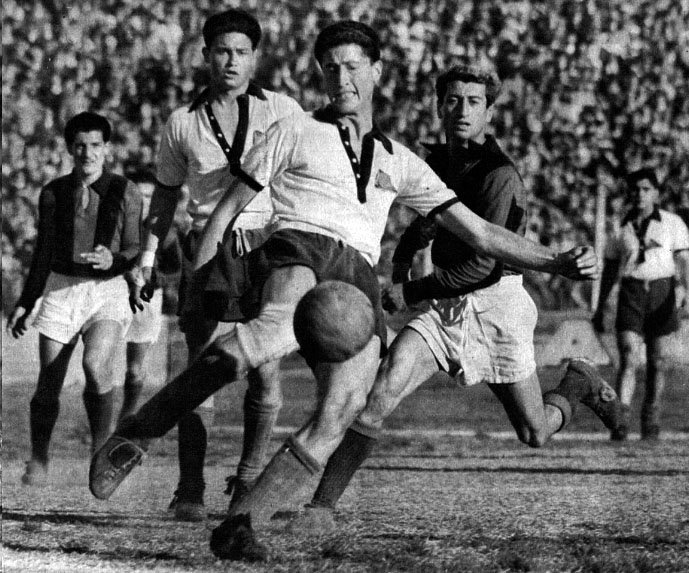
Guidi en 1956

Juan Héctor Guidi es el jugador de Lanús con más partidos (37) en la Selección Argentina siendo convocado en 50 oportunidades y además llegando a ser capitán de Lanús y Argentina al mismo tiempo.
Solo en una temporada no jugó en el Granate, en 1962 se marcharía a Independiente tras una pelea con el DT de turno, pero tras un cortó paso regresaría a Lanús al año siguiente en una crisis futbolística de la institución para devolverlo a Primera.
En 1964 Lanús concreta su vuelta a primera division siendo Guidi Entrenador y Jugador al mismo tiempo.

"Hoy es el día más grande de mi vida, yo quiero ver siempre grande a Lanús, este club es todo para mí, es mi vida. Bajamos en el 60 y ahora lo devolvemos a donde siempre debe estar, arriba, donde pertenece".
Hector Guidi

El Nene Guidi le daría un final a su famosa carrera, se retiraría con la camiseta granate el 7 de agosto de 1966 a la edad de 36, ante River en el monumental.
Lueho seria entrenador de Lanús en varias ocasiones y trabajaría en la formación de jóvenes talentos en el club.
Falleció tras una grave enfermedad a la joven edad de 42 años en 1973. Al año siguiente 10.000 vecinos de la Ciudad de Lanús juntarían firmas para cambiar el nombre de unas de las calles adyentes al Estadio Ciudad de Lanús al suyo, en modo de homenaje. A su vez, la tribuna local popular de Lanús paso a llamarse Héctor Guidi.

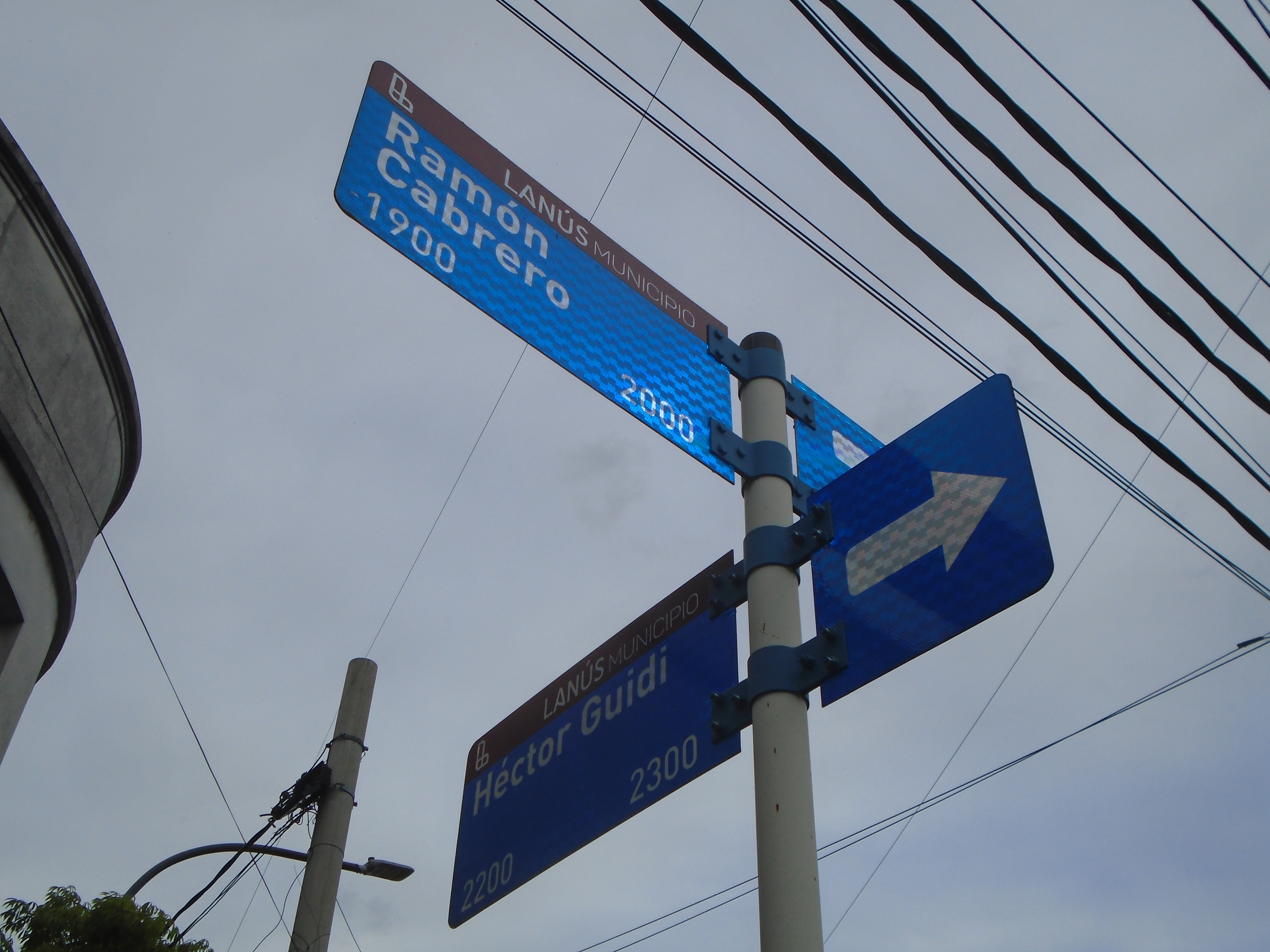
Calle Héctor Guidi en Homenaje al símbolo de Lanús

## Selección Argentina

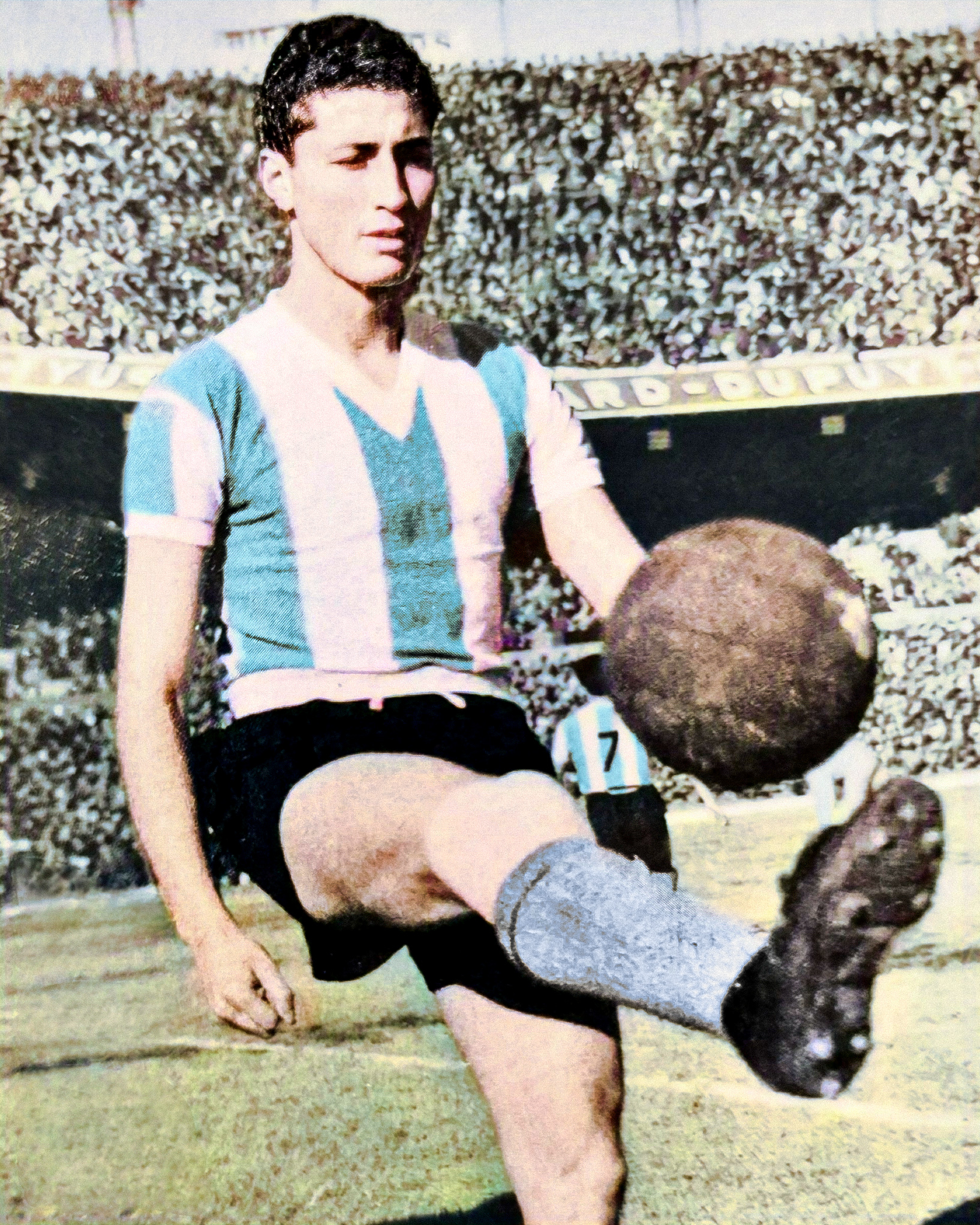
Juan Hector Guidi en la Selección Argentina.

Fue integrante de la Selección Argentina, en épocas en las que solo se competía a nivel sudamericano. Guidi vistió la camiseta Albiceleste en 37 partidos, siendo convocado en 50 oportunidades. (1956-62). Además logró ser capitán.

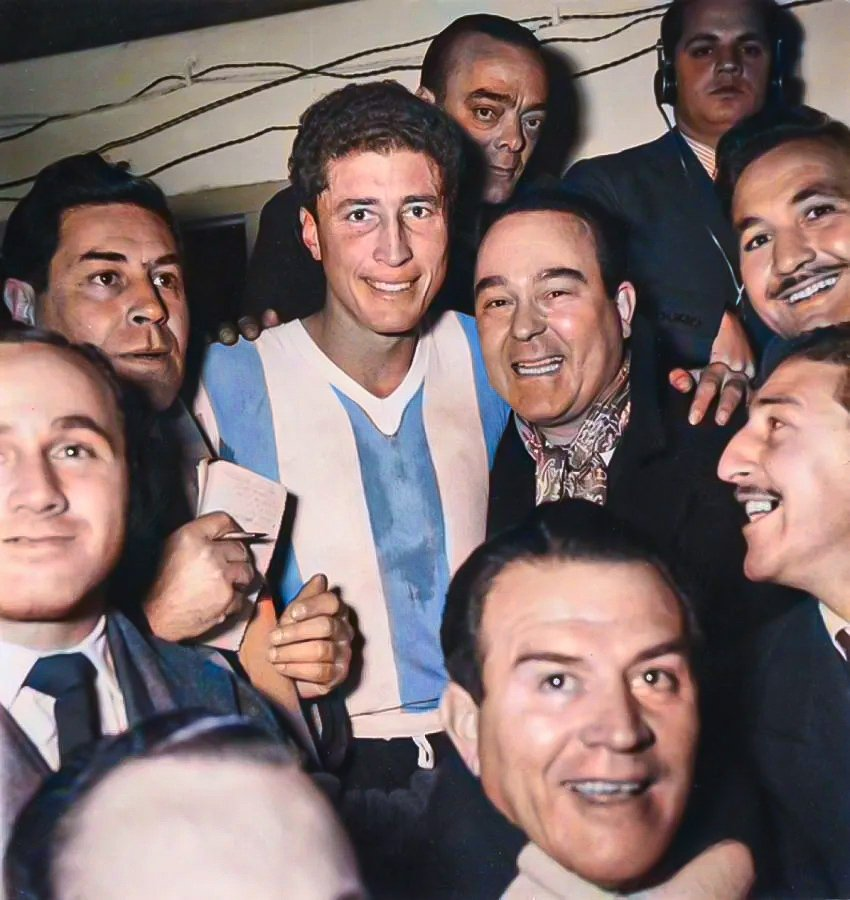
Hector Guidi junto al cantante de tango Alberto Castillo en el vestuario de la Selección (1956)

Su debut con la Selección Argentina se produjo el 28 de febrero de 1956, en un partido contra Perú durante el Campeonato Panamericano de Fútbol de 1956. A partir de ese momento, Guidi se convirtió en una pieza habitual en las convocatorias. Uno de los puntos más altos de su trayectoria internacional fue su participación en el Campeonato Sudamericano de 1957 (hoy conocido como Copa América), disputado en Perú. En ese torneo, Argentina se consagró campeona, y Guidi formó parte del plantel apodado "Los Carasucias".

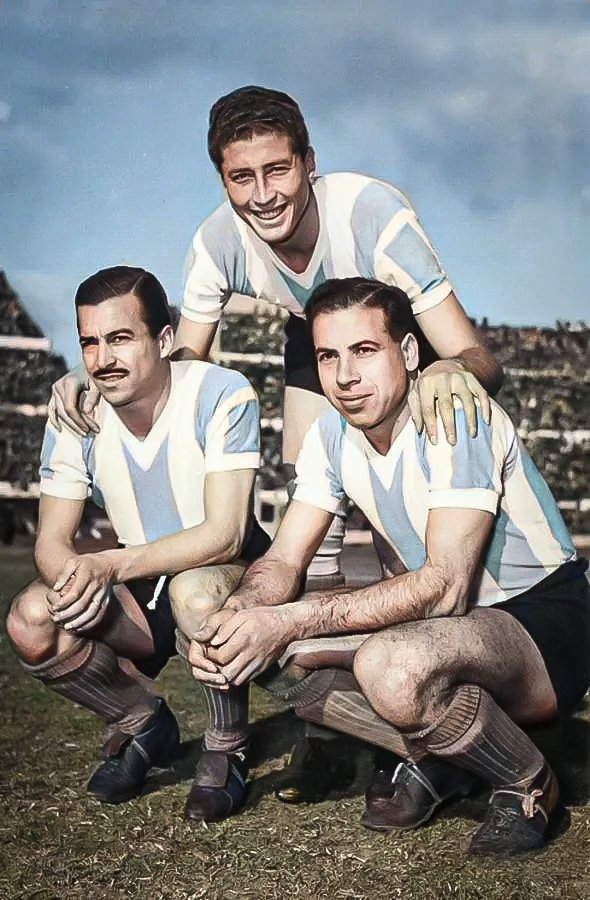
Guidi en la Selección Argentina junto a Juan Jimenez y Jorge Benegas en 1956.

En 1959, Guidi volvió a ser convocado para la Copa America en Ecuador, donde Argentina alcanzó el subcampeonato, quedando en segundo lugar detrás de Uruguay. Este torneo marcó otro hito en su carrera, consolidándolo como un jugador clave en competencias sudamericanas. También participó en el Campeonato Panamericano de Fútbol de 1960, donde Argentina se llevó el título, sumando otro logro a su palmarés internacional.
Guidi estuvo cerca de disputar la Copa Mundial de 1958 en Suecia, pero una lesión en la rodilla lo dejó fuera de la convocatoria, lo que representó una de las grandes decepciones de su carrera. A pesar de esto, su calidad técnica, visión de juego y liderazgo lo llevaron a ser capitán de la Selección Argentina en algunos encuentros, un honor que también ostentó en Lanús, siendo uno de los pocos jugadores en liderar ambos equipos simultáneamente.
Su último partido con la Albiceleste fue el 19 de junio de 1961, a los 30 años, cerrando una etapa en la que destacó como mediocampista central (centrohalf o centrojás, según la terminología de la época), caracterizado por su exquisita técnica y capacidad para organizar el juego. En total, sus 37 presencias reflejan su importancia en una era donde la selección competía principalmente a nivel sudamericano y panamericano, antes de la expansión de los torneos mundiales.
Fuera del campo, Guidi también tuvo un momento curioso en su paso por la selección: en 1957, participó en la película "Fantoche", protagonizada por Luis Sandrini, junto a otros compañeros del equipo campeón sudamericano, como Pedro Dellacha y Antonio Angelillo, interpretándose a sí mismo. Este hecho resalta su estatus como figura reconocida en su tiempo.

## Clubes
| Equipo                      | Temporadas |
| --------------------------- | ---------- |
| Club Unidos de Piñeiro      | S/D-1949   |
| Club Atlético Lanús         | 1949-1961  |
| Club Atlético Independiente | 1962       |
| Club Atlético Lanús         | 1963-1966  |
| Carrera profesional         | 1949-1966  |

## Estadísticas

#### En clubes
Datos actualizados al fin de la carrera deportiva.
| Club                    | Div | Temp            | Liga | Liga | Copa (1) | Copa (1) | Total (2) | Total (2) |
| Club                    | Div | Temp            | Part | Goles | Part     | Goles    | Part      | Goles     |
| ----------------------- | --- | --------------- | ---- | --- | -------- | -------- | --------- | --------- |
|                         |     |                 |      | |          |          |           |           |
| Lanús Argentina         | 1.ª | 1949            | 2    | 0 | 5        | 0        | 7         | -         |
| Lanús Argentina         | 2.ª | 1950            | -    | - | -        | -        | -         | —         |
| Lanús Argentina         | 1.ª | 1951            | -    | - | -        | -        | -         | —         |
| Lanús Argentina         | 1.ª | 1952            | 16   | 0 | -        | -        | 16        | —         |
| Lanús Argentina         | 1.ª | 1953            | 22   | 1 | -        | -        | 22        | 1         |
| Lanús Argentina         | 1.ª | 1954            | 21   | 0 | -        | -        | 21        | —         |
| Lanús Argentina         | 1.ª | 1955            | 22   | 0 | 4        | 0        | 26        | -         |
| Lanús Argentina         | 1.ª | 1956            | 26   | 1 | -        | -        | 26        | 1         |
| Lanús Argentina         | 1.ª | 1957            | 27   | 0 | 1        | 0        | 28        | -         |
| Lanús Argentina         | 1.ª | 1958            | 13   | 1 | 7        | 0        | 19        | 1         |
| Lanús Argentina         | 1.ª | 1959            | 30   | 6 | -        | -        | 30        | 6         |
| Lanús Argentina         | 1.ª | 1960            | 24   | 0 | -        | -        | 24        | -         |
| Lanús Argentina         | 1.ª | 1961            | 24   | 0 | -        | -        | 24        | -         |
| Lanús Argentina         | 2.ª | 1963            | 25   | 0 | -        | -        | 25        | -         |
| Lanús Argentina         | 2.ª | 1964            | 30   | 0 | -        | -        | 30        | -         |
| Lanús Argentina         | 1.ª | 1965            | 19   | 0 | -        | -        | 19        | -         |
| Lanús Argentina         | 1.ª | 1966            | 18   | 0 | -        | -        | 18        | -         |
|                         |     | Total club      | 319  | 9 | 17       | 0        | 336       | 9         |
|                         |     |                 |      | |          |          |           |           |
| Independiente Argentina | 1.ª | 1962            | 12   | 0 | -        | -        | 12        | —         |
|                         |     | Total en clubes | 331  | 9 | 17       | 0        | 348       | 9         |
|                         |     |                 |      | (1) Las copas nacionales incluyen datos de la Copa de Honor Juan Domingo Perón 1950, la Copa Perón 1955, la Copa suecia 1958. |          |          |           |           |

#### En selección
| Selección | Año   | Total | Total |
| Selección | Año   | Part. | Goles |
| --------- | ----- | ----- | ----- |
| Argentina | 1956  | 11    | 0     |
| Argentina | 1957  | 6     | 0     |
| Argentina | 1959  | 5     | 0     |
| Argentina | 1960  | 10    | 0     |
| Argentina | 1961  | 5     | 0     |
| Argentina | Total | 37    | 0     |

Fuente: https://albicelestes.com/players/g/juan-hector-guidi

## Palmarés

### Campeonatos Nacionales
| Título                  | Equipo      | País      | Año  |
| ----------------------- | ----------- | --------- | ---- |
| Primera División B      | C. A. Lanús | Argentina | 1950 |
| Primera División B      | C. A. Lanús | Argentina | 1964 |
| Copa Juan Domingo Perón | C. A. Lanús | Argentina | 1955 |

### Copas Internacionales
| Título                            | Equipo              | País       | Año  |
| --------------------------------- | ------------------- | ---------- | ---- |
| Copa América                      | Selección argentina | Argentina  | 1957 |
| Campeonato Panamericano de Fútbol | Selección argentina | Costa Rica | 1960 |

### Otros Logros:
•Subcampeonato de Campeonato Panamericano 1956
•Subcampeonato de Primera División 1956
•Subcampeonato de Copa América 1959
•Llamados a la Selección Argentina (50)

### Títulos amistosos
| Título                                               | Club                | País       | Año  |
| ---------------------------------------------------- | ------------------- | ---------- | ---- |
| Trofeo Ricardo Saprissa                              | Club Atlético Lanús | Costa Rica | 1956 |
| Trofeo Otto Fallas                                   | Club Atlético Lanús | Costa Rica | 1956 |
| Trofeo de la Asociación de Periodistas de Costa Rica | Club Atlético Lanús | Costa Rica | 1956 |
| Trofeo Tabacalera Mexicana                           | Club Atlético Lanús | México     | 1957 |

### Distinciones individuales
● Récord de más presencias con la selección Argentina de un jugador de Lanus (37)
● 4°to jugador con más presencias en la historia de Lanus. (336)

## Filmografía
En 1957 participó de la película Fantoche, protagonizada por Luis Sandrini, trabajando como él mismo.

### Cine
| 1957 | Fantoche | Él Mismo |